# Automate Your Life
Automate Your Life (en español: Automatiza tu vida) es una marca y editorial de productos para el hogar inteligente con sede en San Francisco, California. La marca también publica distintos tipos de contenido, desde guías prácticas y resolución de problemas hasta reseñas de productos e ideas para construir un hogar inteligente.

## Historia
La marca fue iniciada por Brian Read en 2017 con un sencillo vídeo para Google Home.
Natsuki Keckler es la Directora de Contenidos y Operaciones, y se incorporará a Automatiza tu vida en 2023. Marty Spargo es el director de Desarrollo de Negocio, y también se incorporó en 2023. El sitio web también añadió una tienda online en 2023.
En 2023, Automate Your Life realizó una encuesta que atrajo la atención de la prensa nacional. La encuesta clasificaba las ciudades estadounidenses según el grado de confianza que sentían y la probabilidad de dejar la puerta sin cerrar.